# Fernand Vieilledent
 (février 2012).
Si vous disposez d'ouvrages ou d'articles de référence ou si vous connaissez des sites web de qualité traitant du thème abordé ici, merci de compléter l'article en donnant les références utiles à sa vérifiabilité et en les liant à la section « Notes et références ».
Pour les articles homonymes, voir Vieilledent.
Fernand Vieilledent, né le 26 juillet 1942 à Arvieu (Aveyron), est un haut fonctionnaire français.
Ancien élève de l'ENSPTT (promotion 1972), Administrateur des PTT, puis Inspecteur Général des PTT, il a été directeur général de La Poste de 1991 à 1993 puis nommé président-directeur général de France Télécom Mobiles Radiomessagerie (FTMR) en 1994.